# Dietenheim

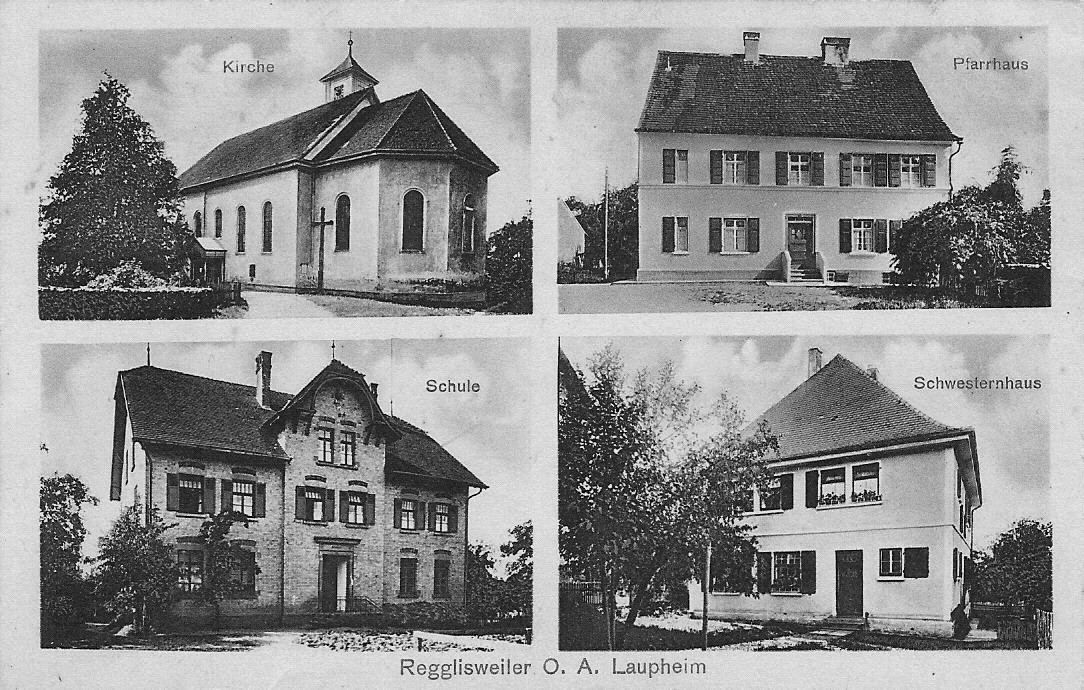
Dzielnica Regglisweiler

Dietenheim – miasto w Niemczech, w kraju związkowym Badenia-Wirtembergia, w rejencji Tybinga, w regionie Donau-Iller, w powiecie Alb-Donau, siedziba związku gmin Dietenheim. Leży w Górnej Szwabii, przy granicy z Bawarią, nad rzeką Iller, ok. 22 km na południe od Ulm i ok. 4 km od autostrady A7 (zjazd 124 Illertissen).